# Kurt Dittrich (Journalist)
Kurt Dittrich (* 1928; † 10. Mai 2014) war ein deutscher Journalist.

## Leben
Kurt Dittrich leitete in der Bild am Sonntag bis 1973 das Ressort „Politik“ und war ab 1972 stellvertretender Chefredakteur. 1975 wurde er stellvertretender Chefredakteur der Welt am Sonntag und leitete dort das Ressort „Report und Nachricht“. 1972 wurde er stellvertretender Chefredakteur der Berliner Morgenpost, nachdem er vorher Sonderaufgaben im Vorstandsbereich Zeitungen wahrgenommen hatte. Ab 1988 war er in der Leitung der Journalistenschule Axel-Springer tätig, die seit ihrer Gründung von Harry Hinz und ab 1993 von Vollrath von Heintze geleitet wurde. Dittrich ging 1993 in den Ruhestand.
Kurt Dittrich starb am 10. Mai 2014 im Alter von 86 Jahren, wenige Wochen nach dem Tod seiner Ehefrau Gisela. Er war der Vater des Humoristen Olli Dittrich.